# Данюки
Данюки́ — село в Україні, у Гвардійській сільській територіальній громаді Хмельницького району Хмельницької області. Населення становить 224 особи.

## Населення

### Мова
Розподіл населення за рідною мовою за даними перепису 2001 року:
| Мова       | Відсоток |
| ---------- | -------- |
| українська | 95,98%   |
| російська  | 4,02%    |

## Відомі люди
У селі народився Козак Дмитро Васильович (1907 — 1943) — Герой Радянського Союзу.

## Галерея

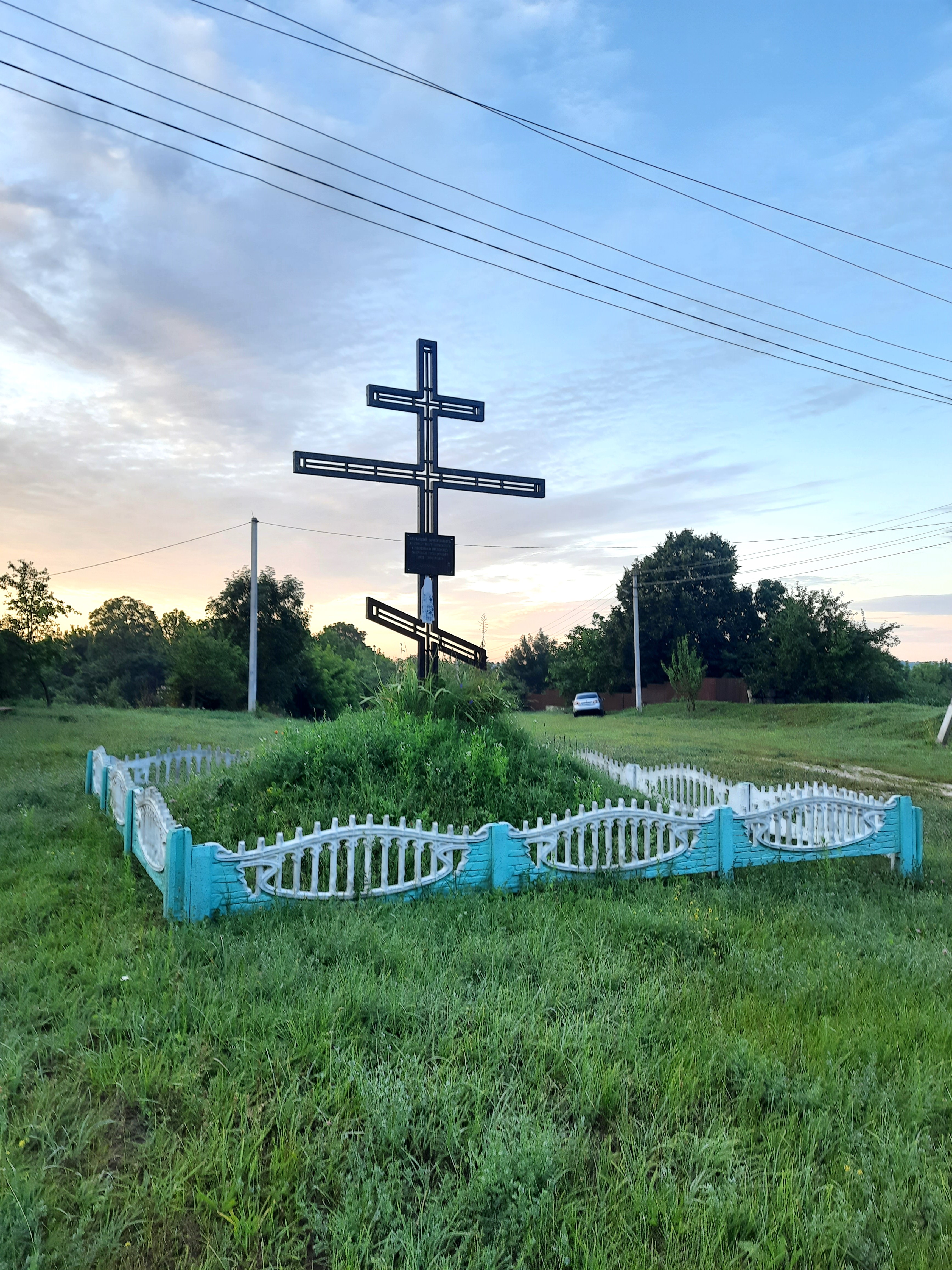
Пам'ятний хрест
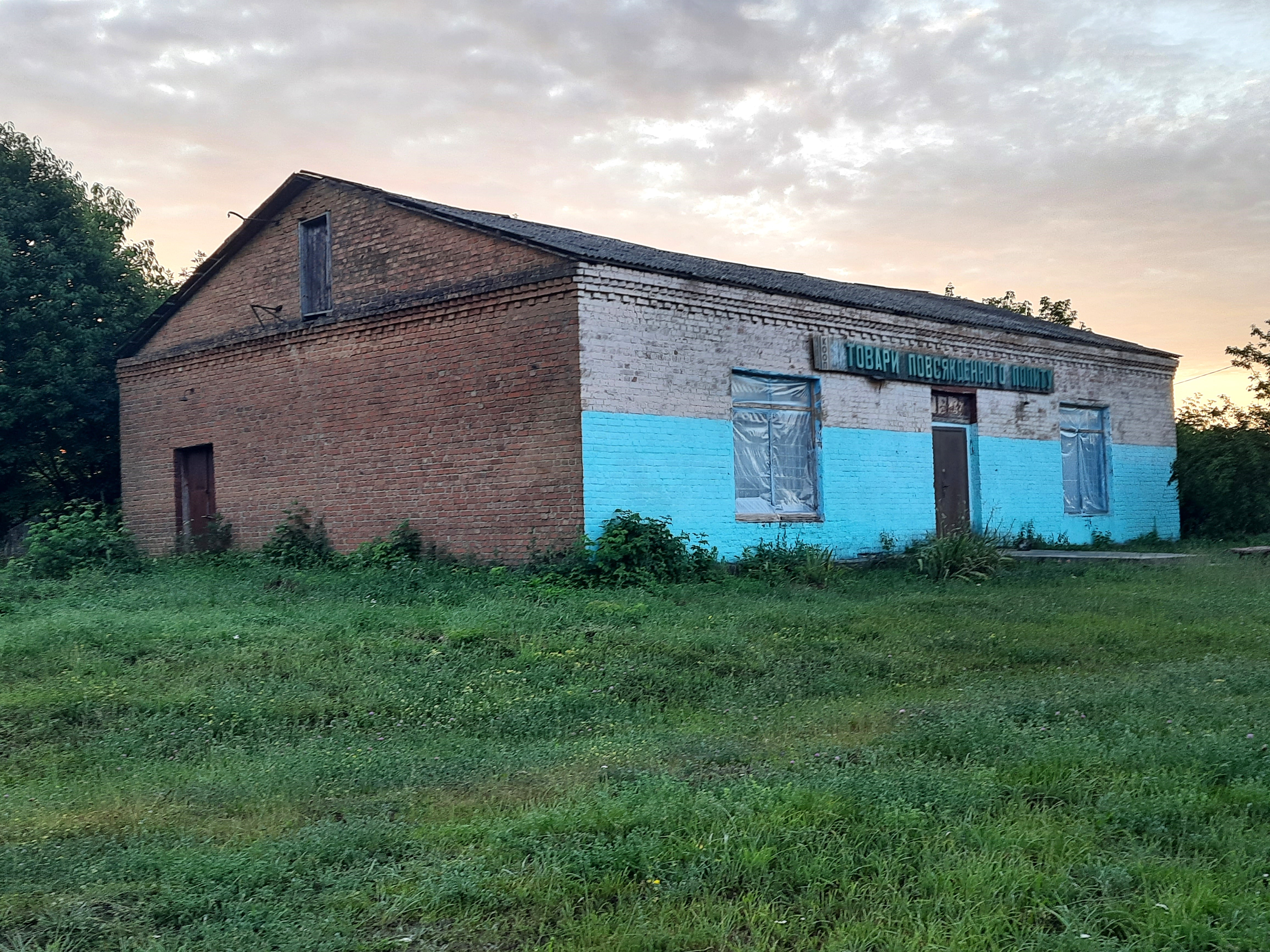
Крамниця
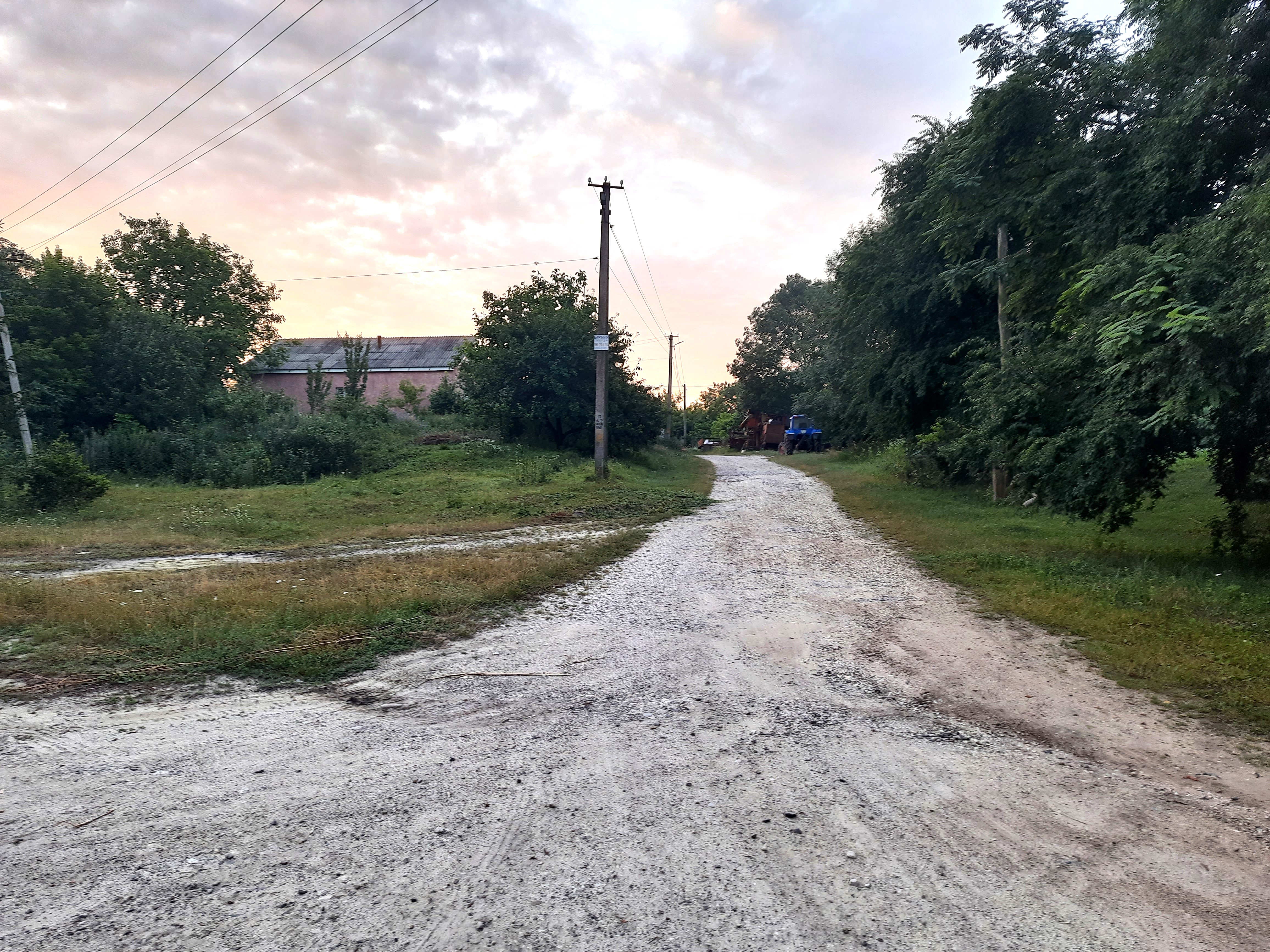
Сільська вулиця
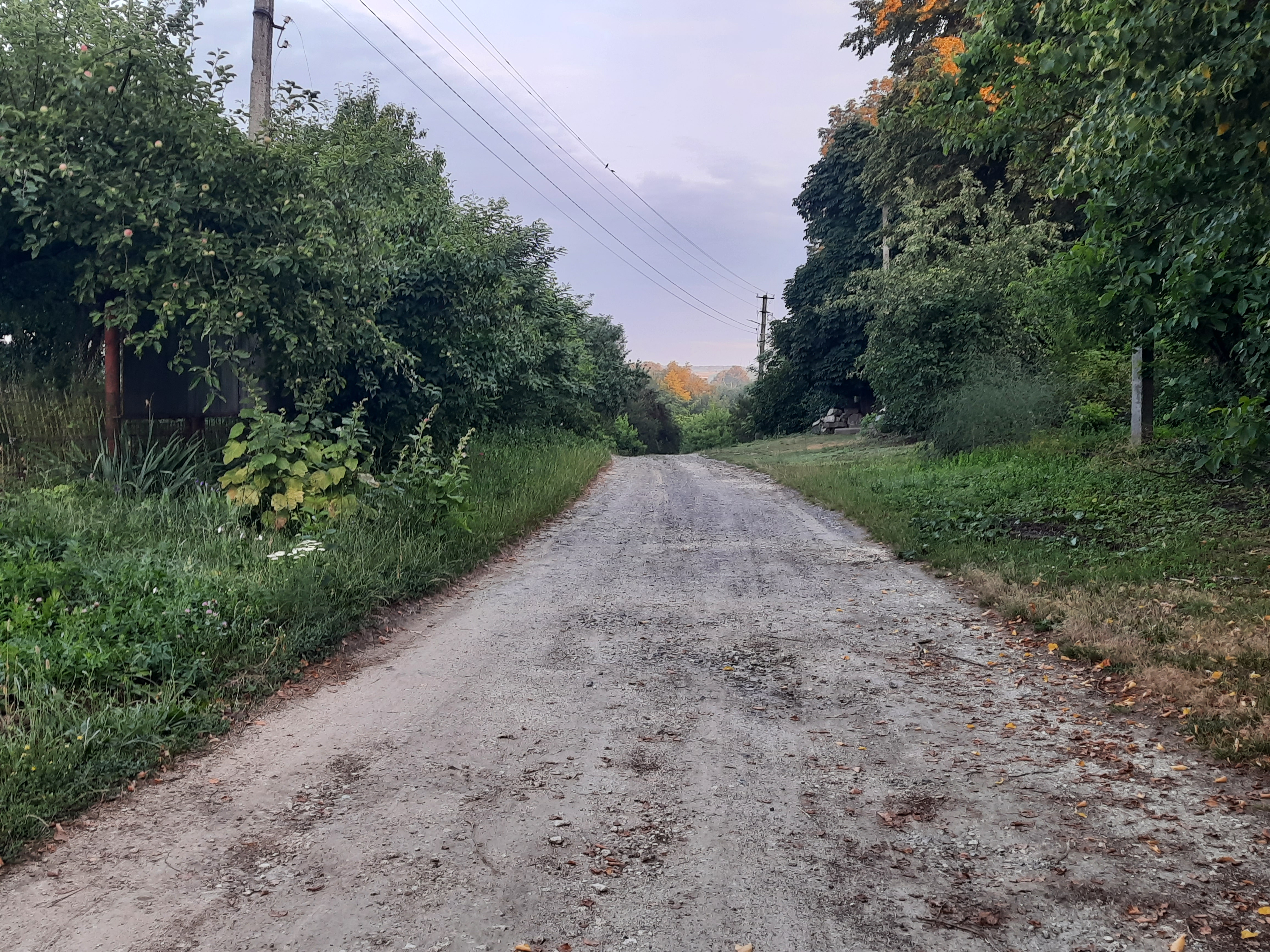
Сільська вулиця
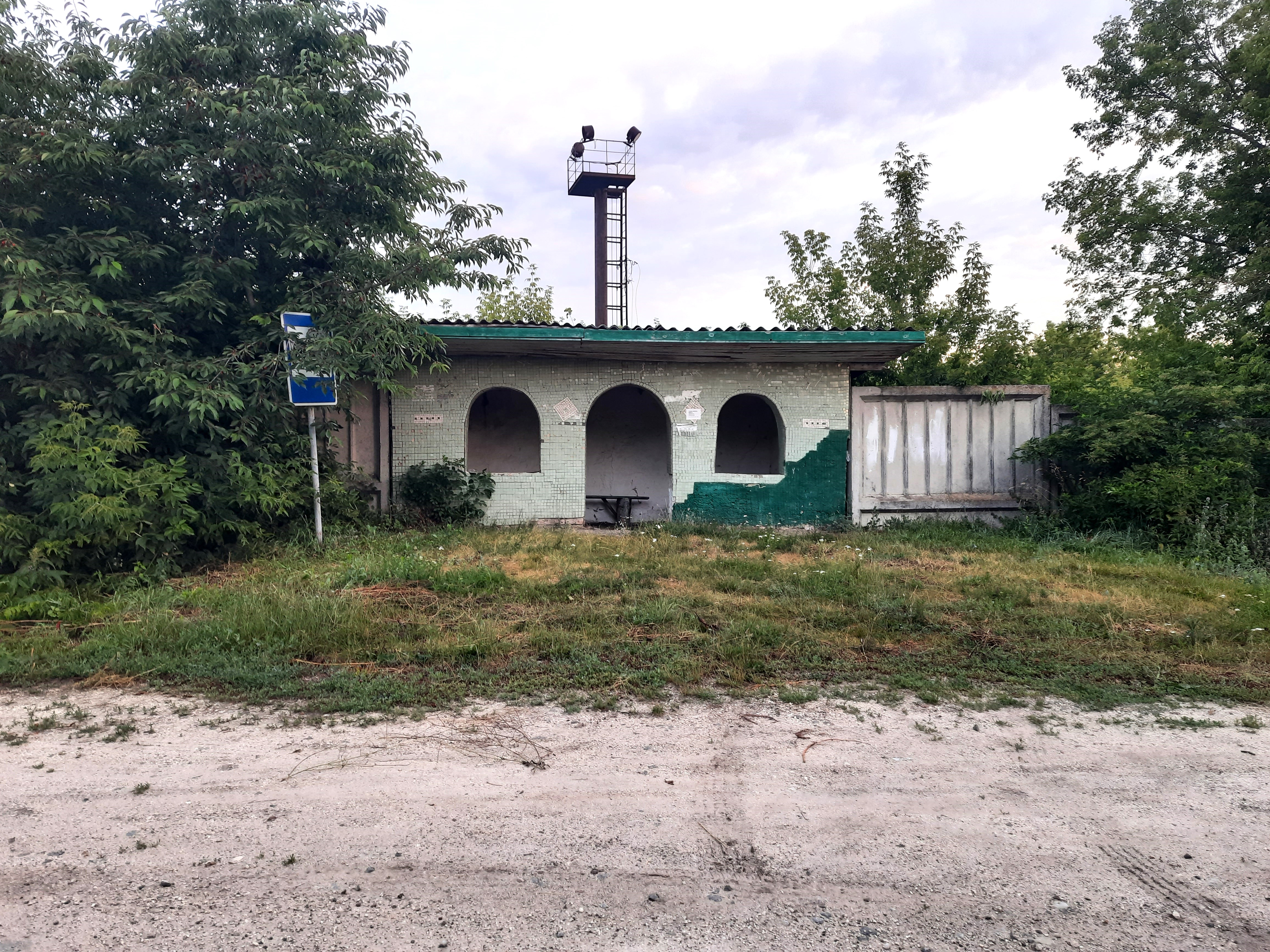
Автобусна зупинка
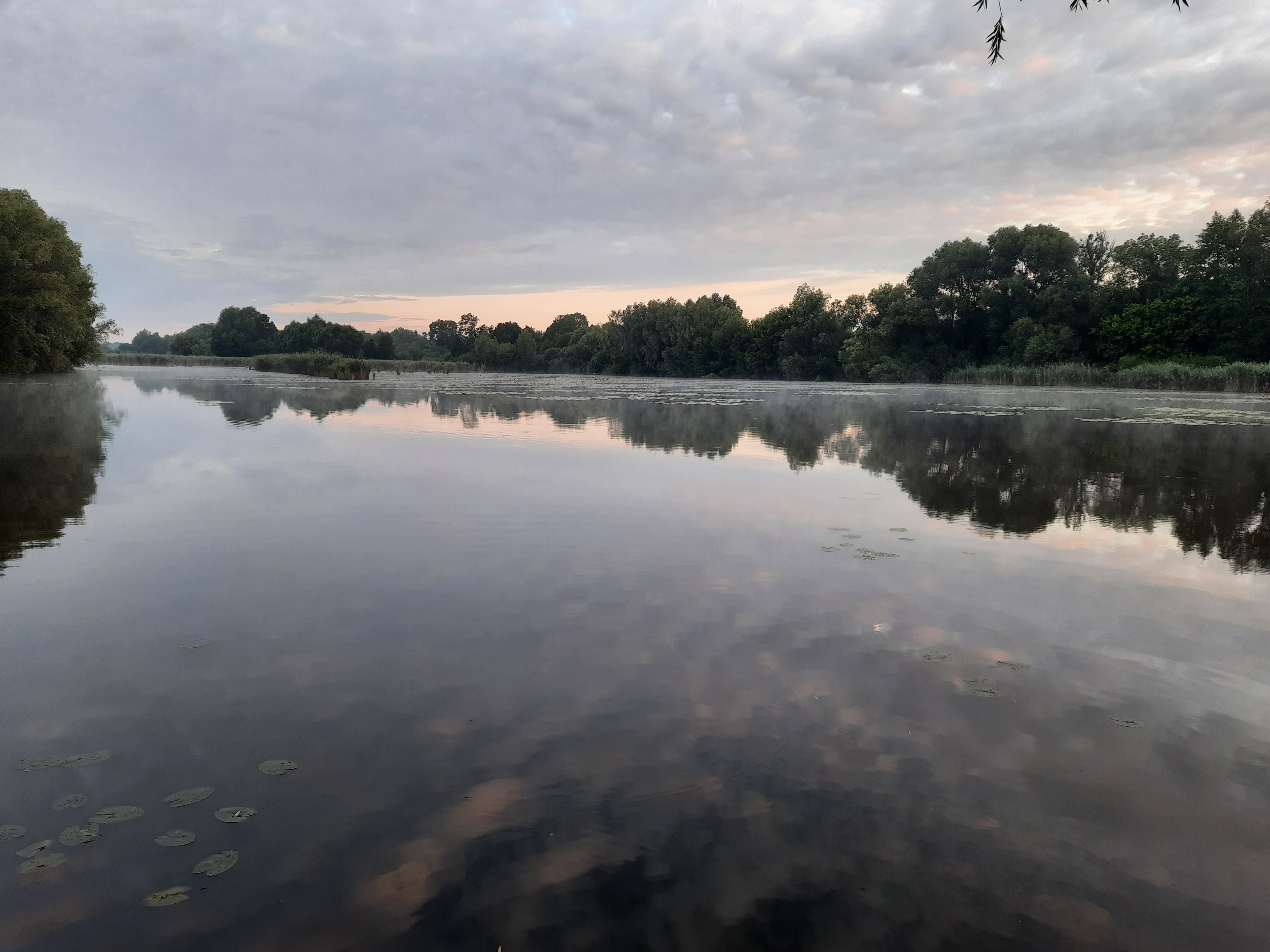
Став біля села
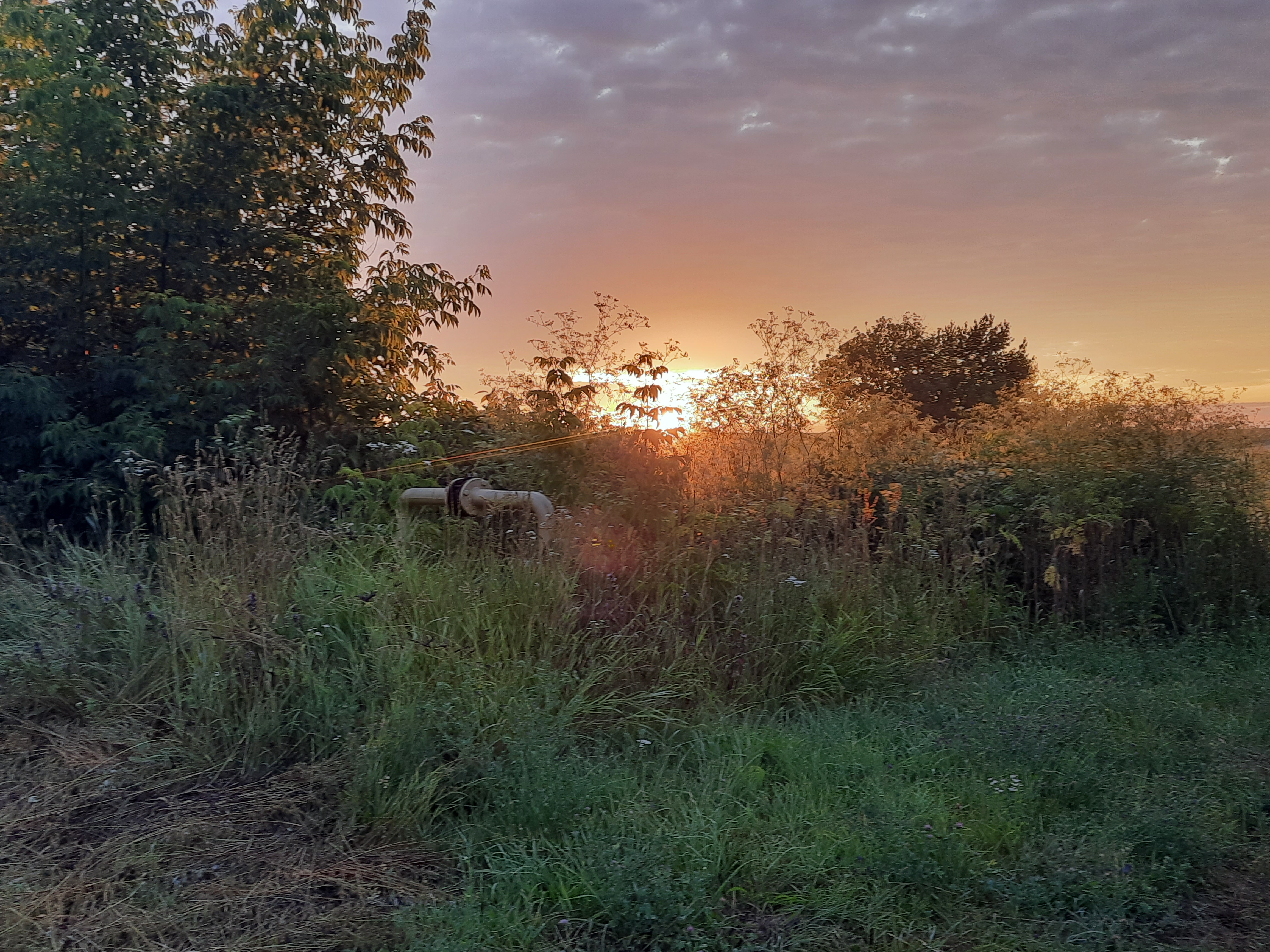
Схід сонця над селом